# Капская лягушка-привидение
Капская лягушка-привидение (лат. Heleophryne purcelli) — один из самых малоизученных в настоящее время представителей отряда бесхвостых земноводных (Anura).

## История
Эти лягушки были впервые обнаружены в 1898 году. Сначала их классифицировали как жаб, затем причислили к квакшам или к настоящим лягушкам, а впоследствии выделили в отельное семейство лягушек-привидений (Heleophrynidae)

## Ареал и образ жизни
Капская лягушка-привидение обитает в Капской провинции на юге Африки и ведёт ночной образ жизни. Жизнь этой амфибии неразрывно связана с водой. Она проживает в горных ручьях с холодной водой и быстрым течением, проводя часть своего времени на берегах густо заросших травой.
Убежищем для неё служат трещины в скалах или ниши под камнями, куда она легко может просунуть своё маленькое тельце. Обладая присосками на кончиках пальцев, лягушка может лазить по мокрым камням и взбираться по отвесным скалам. Находясь в воде, амфибия своими присосками цепляется за камни и держится на одном месте вопреки сильному течению. Ей также не составляет особого труда проплыть против течения, так как она является великолепным пловцом. Вне брачного периода лягушка-привидение редко отлучается от водоёма более чем на 20 метров. Питается она насекомыми, личинками и разной беспозвоночной живностью. На её верхней челюсти и на нёбе находятся зубы, при помощи которых она может удержать даже очень скользкую добычу.

## Размножение
Брачный сезон у капской лягушки-привидения начинается с октября и продолжается до января. В это время на коже самцов выступают небольшие шипы. Самцы собираются группами на берегу ручья и без устали призывают своих подруг. После спаривания на суше самка начинает откладывать крупные яйца жёлтого цвета. Местом для них служат лужи или мокрая галька расположенная рядом с водным потоком. Одна самка может отложить до 200 яиц. Через пять дней из яиц появляются головастики, которые сразу отправляются в ручей и питаются за счёт желточного мешка. У них есть дисковидные присоски возле рта, которыми они крепятся к подводным камням. При помощи присосок они способны взбираться вверх по скалам водопадов. Головастики поедают мелкие водоросли, соскребая их с каменных поверхностей. На стадии личиночного развития они достигают длины 6 см. Стадия головастика продолжается 12 месяцев, а потом происходит превращение во взрослую особь.
Личинки лягушки-привидения были открыты раньше, чем взрослые особи. Они значительно отличаются от других головастиков, так как имеют клиновидные головы сильно сплюснутые в спинно-брюшном направлении, а тело у них продолговатой формы. Головастики других видов лягушек круглые либо овальные.

## Описание
Длина тела капской лягушки-привидения 5 см. В верхней части плоской головы с широкой мордой расположены большие глаза. Гладкая кожа покрывает маленькое тельце, сплюснутое в спинно-брюшном направлении. Тело имеет зелёный, желтоватый или коричневый окрас с разбросанными по всей поверхности тёмными пятнами неправильной формы. На передних конечностях находятся по 4 пальца с присосками. Пальцы задних конечностей соединены перепонками.
Продолжительность жизни капской лягушки-приведения в природных условиях около 5 лет.